# Bonsecours
 Bonsecours  es una población y comuna francesa, en la región de Alta Normandía, departamento de Sena Marítimo, en el distrito de Rouen y cantón de Boos.

## Demografía
| 3686 | 3806 | 5435 | 6108 | 6898 | 6853 |
| Para los censos de 1962 a 1999 la población legal corresponde a la población sin duplicidades (Fuente: INSEE [Consultar]) |      |      |      |      |      |

## Personas relacionadas
- José María de Heredia, poeta.